# Eclipse lunar de junio de 2010
| Previo | Eclipse \| Eclipse total \| Saros |
| Posterior | Eclipse \| Eclipse total \| Saros |
| Eclipse en Canberra, Australia, 11:31 UTC. |                                   |
| La Luna pasando de derecha a izquierda por la sombra de la Tierra. La parte de la Luna dentro de la umbra tiene un leve tono rojizo, difícil en contraste con el brillo de la región penumbral. |                                   |
| Nº de Saros | 120 (57 de 84)                    |
| Duración (h:min:s) |                                   |
| Parcial | 1:21:54                           |
| Penumbra | 2:42:55                           |
| Contactos |                                   |
| P1 | 8:55:34 UTC                       |
| U1 | 10:16:32 UTC                      |
| Mayor | 11:38:29 UTC                      |
| U4 | 13:00:19 UTC                      |
| P4 | 14:21:25 UTC                      |
| Representación del movimiento de la Luna sobre la sombra de la Tierra en la constelación de Sagitario, durante 24 horas.                                                                        |                                   |

El eclipse lunar parcial ocurrió el 26 de junio de 2010, siendo el primero de los dos eclipses que tendrían lugar ese año. Fue visible desde Asia oriental, Oceanía y América. En el instante máximo del eclipse, el 53,7% de la Luna fue cubierta por la sombra de la Tierra.
El eclipse fue precedido por el eclipse solar total que tuvo lugar dos semanas antes, visible desde el Pacífico Sur.

## Visualización
La fase umbral fue visible en su totalidad después de la puesta de sol en el Pacífico, Nueva Zelanda, Australia, Filipinas y Japón. El punto máximo del eclipse, en el cual la Luna se encontraba directamente sobre la Tierra, se dio sobre el océano Pacífico, al suroeste de Hawaii. 

### Mapa
El siguiente mapa muestra las regiones desde las cuales fue visible el eclipse. En gris, las zonas que no presenciaron el eclipse; en blanco, las que si lo hicieron; y en celeste, las regiones que observaron el eclipse durante la salida o puesta de la luna.

### Perspectiva de la Luna
Desde la Luna, el evento astronómico se vio como un eclipse solar.
| Ésta simulación nos muestra la vista de la Tierra desde la perspectiva del centro de la Luna, en el instante máximo del eclipse. |

## Relación con otros eclipses lunares

### Año lunar
Un año lunar tiene 12 lunaciones —de 29,53 días cada una—, es decir, 354 días. Éste eclipse es el primero de los cinco de una serie de corta duración. Debido a la diferencia entre el año lunar y el año gregoriano (empleado actualmente), la sombra de la Tierra se corre unos 11 grados al oeste en eventos secuenciales

### Ciclo de Saros
Este eclipse es el quincuagésimo séptimo de los 84 que conforman la serie lunar Saros 120, que se repiten cada 18 años y 10 días. El último eclipse de esta serie ocurrió el 15 de junio de 1992, el próximo tendrá lugar el 6 de julio de 2028. La serie comenzó el 16 de octubre de 1000, y actualmente está en decadencia: el 28 de julio de 2064 ocurrirá el último eclipse parcial, a partir del cual todos serán penumbrales; hasta finalizar la serie el 7 de abril de 2479.